# Turda
Turda (in ungherese Torda, in tedesco Thorenburg) è un municipio della Romania di 57 424 abitanti, al 2009, ubicato nel distretto di Cluj, nella regione storica della Transilvania.

## Storia

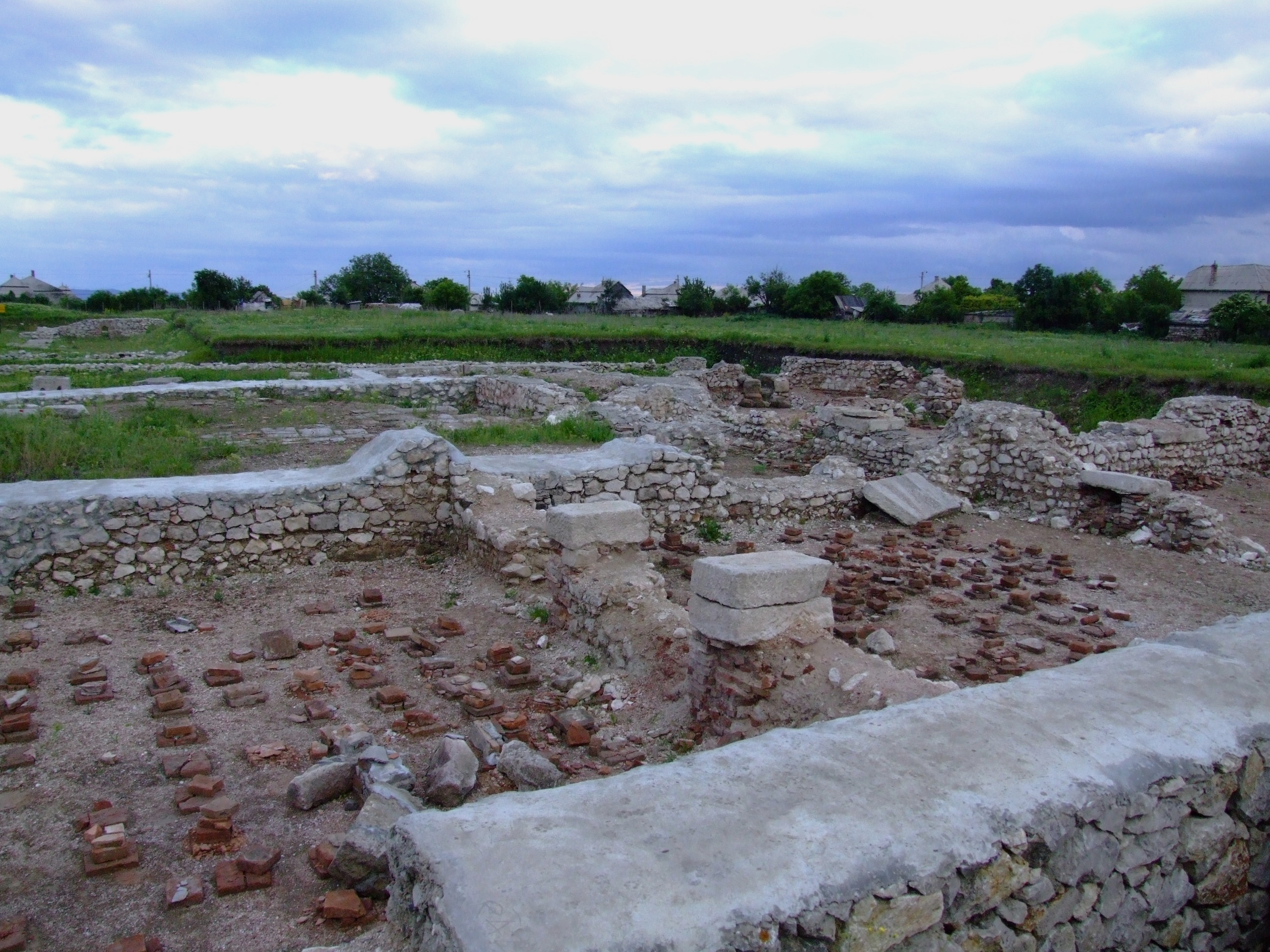
Potaissa dei romani in rovine

Il comune sorge nel luogo dove anticamente vi era l'antica Dierna dei Daci, poi, sotto l'Impero romano venne edificata la fortezza legionaria di Potaissa dove fu insediata, a partire dal 168, durante il periodo delle guerre marcomanniche, la Legio V Macedonica sotto Marco Aurelio.
In questa regione i romani trovarono miniere di sale. All'inizio del regno d'Ungheria venne scoperta la miniera di sale di Turda. La prima menzione si ha con dei diplomi scritti in latino, nel 1075, al tempo del re Géza I d'Ungheria i diplomi menzionano i nomi geografici in lingua ungherese di Turda e Aranyos. Più tardi, Turda divenne centro amministrativo e di comando per tutte le miniere di sale della Transilvania. All'inizio del XI secolo iniziò la costruzione del castello di Turda, i cui resti sono ancora visibili. Nel 1241 e nel 1285 la località venne distrutta dai mongoli. Nel 1289, Ladislao IV d'Ungheria donò ai Siculi la terra per il castello Aranyos, e quindi fu fondata la località di Aranyosszék. Fu menzionato per l'ultima volta nel 1508; ora non ce n'è più alcuna traccia.
Nel 1463 venne qui tenuto il primo parlamento ungherese. Il 20 dicembre 1542, presso l'Assemblea Nazionale venne riconosciuto Giovanni II d'Ungheria principe della Transilvania e della regione dell'Ungheria orientale, il Partium. Nel 1557 il principe venne riconosciuto sia dalle chiese protestanti che dal Parlamento. Nel 1568 venne emesso da Giovanni II l’Editto di Turda sulla tolleranza religiosa, uno dei primi di tutta la storia dell'Europa occidentale, successivo di poco alla Pace di Cavour.
Nel 1601 i protestanti si rifugiarono nella chiesa gotica di Újtorda per sottrarsi dall'esercito di Giorgio Basta, ma le pareti furono distrutte e le persone massacrate. L'esercito imperiale vicino alla città batté il voivoda Michele il Coraggioso. Nel 1974 sul sito della battaglia venne costruito il monumento di Michele.
Nel 1614 Gabriele Bethlen donò il villaggio abbandonato ai minatori di sale dove riprese l'estrazione del sale.
Ad Alba Iulia, nel 1665, l'Assemblea Nazionale ha dichiarato Turda a città nobile. Nel 1848 vennero ufficialmente aboliti gli status di "città nobili" in tutta la Transilvania.
Nel 1714 il conte Mihály Mikes decise di fondare a Turda i monaci di San Paolo primo eremita.
Nel 1910 la popolazione era composta da 15 167 abitanti, di cui 9674 magiari, 3389 tra rumeni e tedeschi. Dopo il Secondo arbitrato di Vienna la maggior parte della popolazione ungherese si trasferì a Cluj.
Nel 1944 nei pressi della città avvenne la sanguinosa battaglia di Turda tra gli eserciti tedesco-ungherese-rumeno e sovietico. Durante il conflitto, per un intero mese, le truppe ungheresi-tedesche impedirono l'avanzata dei sovietici.
Nel 2011 la popolazione era composta da  47 744 abitanti, di cui 36 785 romeni, 3905 ungheresi, 2603 rom e 35 tedeschi. 4416 persone non indicarono l'etnia.

## Società

### Evoluzione demografica
| Turda |        |           |        |
| Anno  | Totale | Ungheresi | Romeni |
| 1910  | 15 167 | 69,4%     | 27,6%  |
| 1920  | 16 692 | 62,0%     | 31,3%  |
| 1930  | 21 428 | 52,7%     | 39,0%  |
| 1941  | 32 170 | 22,1%     | 70,5%  |
| 1956  | 35 606 | 20,6%     | 74,6%  |
| 1966  | 44 980 | 16,9%     | 81,2%  |
| 1977  | 55 294 | 14,0%     | 83,7%  |
| 1992  | 61 200 | 11,6%     | 87,4%  |
| 2002  | 55 887 | 10,0%     | 84,0%  |
| 2011  | 47 744 | 8,18%     | 77,04% |

## Economia

### Turismo
- Miniera di sale di Turda
- Cheile Turzii

## Edifici di rilievo
- Rovine della fortezza di Potaissa
- Chiesa cattolica
- Chiesa calvinista di Ótorda
- Chiesa calvinista di Újtorda

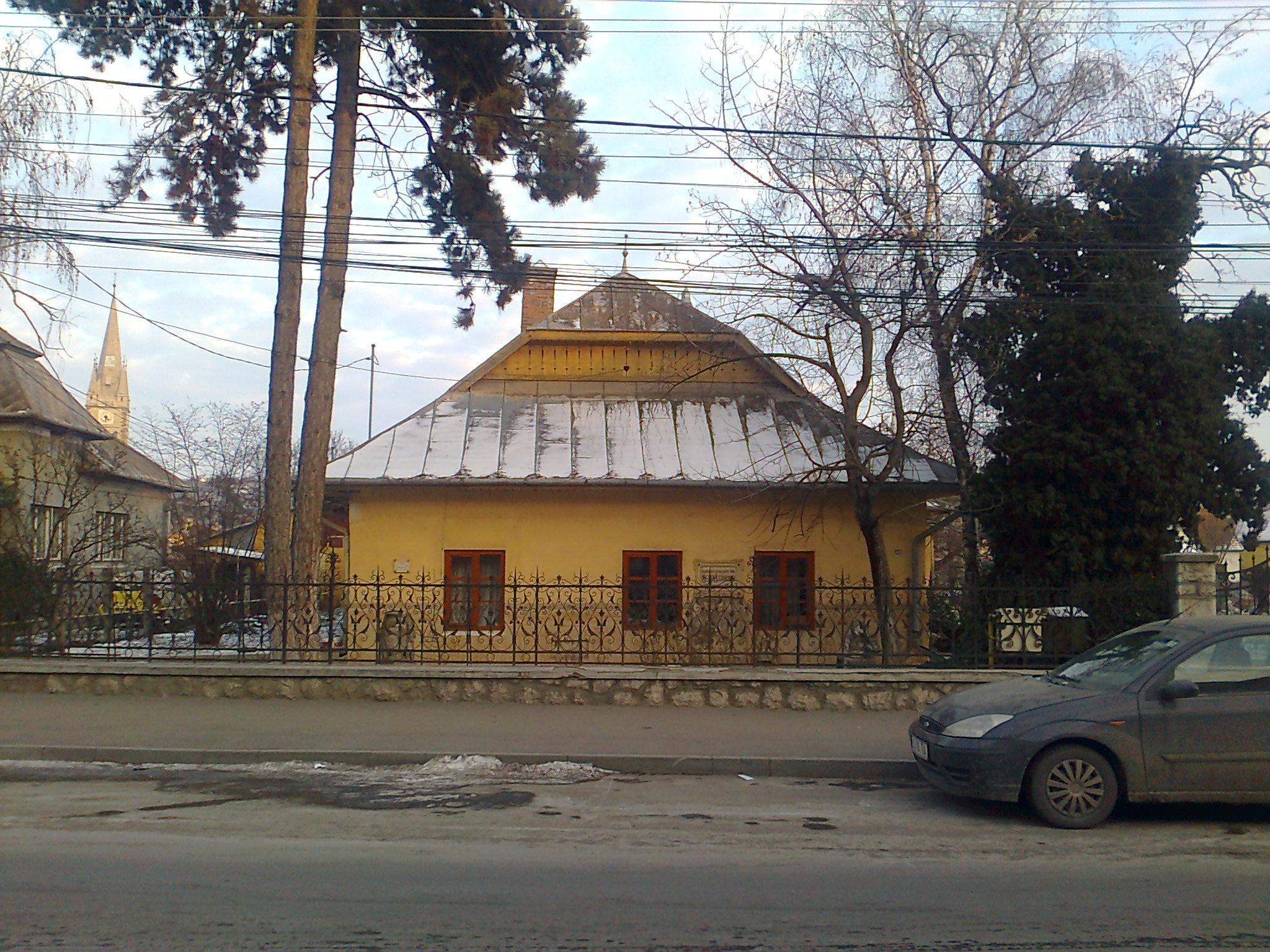
Parrocchia riformata da dove Sándor Petőfi si è trovato con sua moglie per l'ultima volta

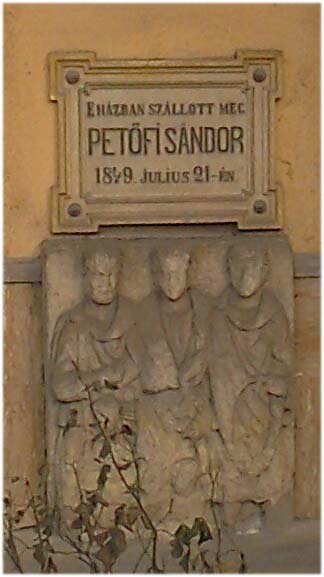
Il testo della placca commemorativa

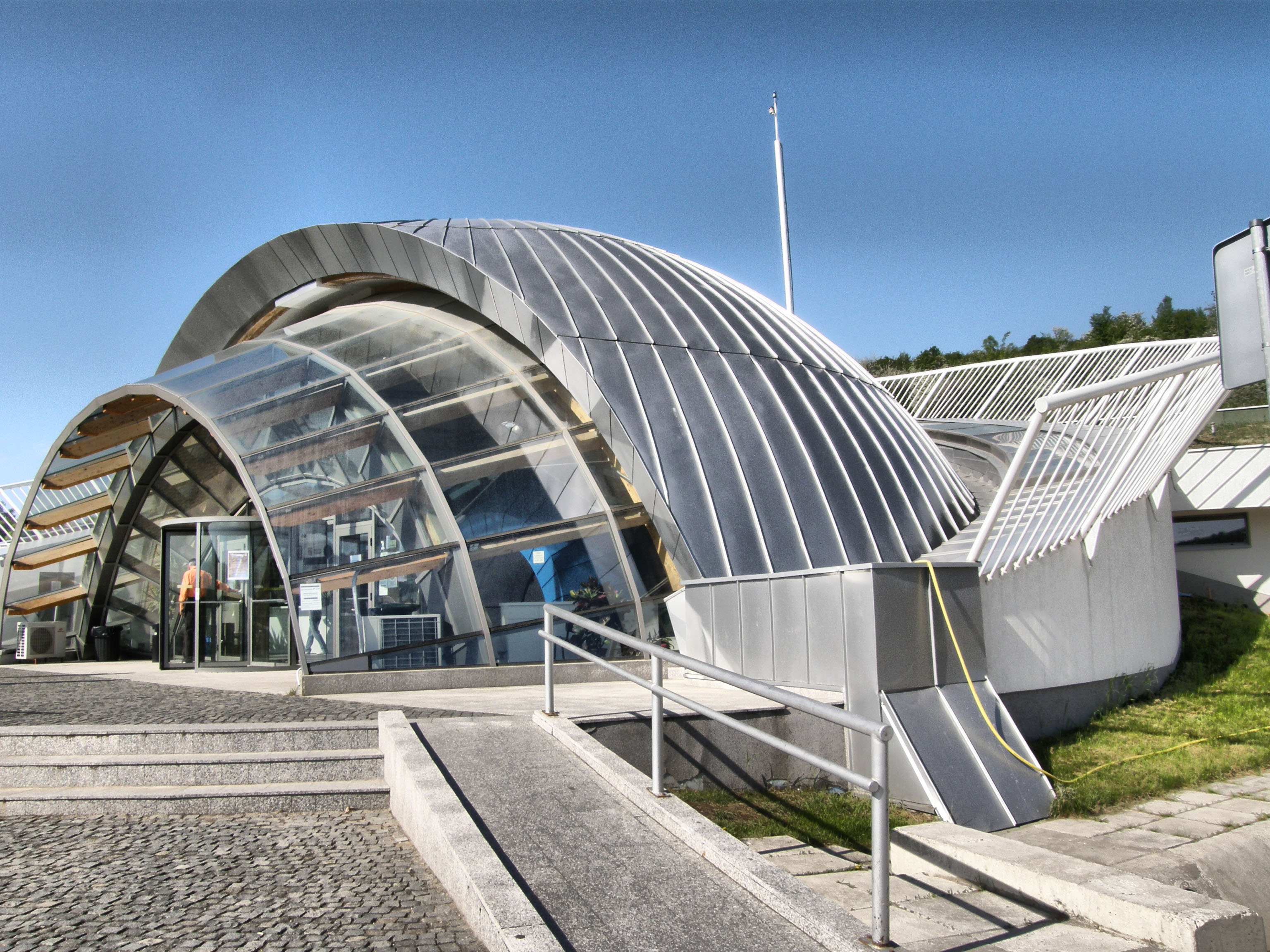
L'entrata della miniera di sale

- Museo della miniera di Torda alla camera di miniera
- Municipio neorinascimentaleNeoreneszánsz
- Casa di Ioan Rațiu
- Statua di Ioan Rațiu
- Memoriale della congregazione di Maria
- Miniera di sale
- Terme di sale
- La parrocchia calvinista dove Sándor Petőfi ha incontrato per l'ultima volta sua moglie ed il suo figliolo. Nel cortile ci sono le statue del poeta e della moglie

## Cultura, istruzione pubblica
Nel luogo in cui oggi opera la "Scuola Teodor Murășanu" (str. Dr.I.Rățiu n. 53, l'ex liceo "Princess Ileana" del periodo tra le due guerre) si trovava la prima scuola rumena a Turda.
A Turda si trovano il Museo di Storia, la Biblioteca Comunale "Teodor Murășanu", la Casa della Cultura, la Società Culturale "Filarmonia", la Società Culturale "Rei Culturaes Fautores", la Fondazione Potaissa, il Teatro Comunale, il Club per bambini, lo Sport Dance Club "Potaissa", l'Ensemble folklore "Potaissa", Emil Negruțiu College (27 Agriculture str.), "Dr. Ioan Rațiu" Technical College (Stefan cel Mare str. n. 4), Technical College (Str. Basarabiei no. 48), High School teorica " Liviu Rebreanu "(Tineretului str. No. 6), Liceo teorico" Josika Miklos "(BPHasdeu str. No. 4) e Mihai Viteazul National College (str.Dr.I.Rațiu n. 111).
Il "Lapidarium", situato nella piccola piazza nel centro della città è stato spostato nel 2013 al Museo di storia. Contiene una larghissima collezione di resti di epoca romana, rinvenuti nel perimetro di Turzii (sarcofagi, statue, colonnati, capitelli, ecc.).
Il Teatro Municipale è sede di una vasta stagione teatrale oltre che promotore di un Festival internazionale di Teatro giunto nel 2020 alla quarta edizione. Costruito tra il 1901 ed il 1904 in stile eclettico, fu intitolato, nel  2014, in apprezzamento per il suo contributo allo sviluppo dell'arte teatrale in Romania, al grande regista Aureliu Manea.

## Amministrazione

### Gemellaggi
- Angoulême, Francia
- Hódmezővásárhely, Ungheria
- Bihartorda, Ungheria
- Torontáltorda, Serbia
- Putten, Paesi Bassi
- Santa Susanna, Spagna
- Kiskunfélegyháza, Ungheria